# Déjeuner de paysans
Le Déjeuner, également connu comme Déjeuner de paysans et Jeune fille avec deux hommes à table, est une huile sur toile attribuée à Vélasquez qui l'aurait peinte à Séville au début de sa carrière. 

## Historique
Il n'existe aucune mention de l'œuvre avant 1795 lorsqu'elle fut trouvée, probablement dans la collection de  O’Crouley à Cádiz, où elle était décrite comme « une toile en format paysage avec une montagnarde avec deux bergers. C'est l'une de ses meilleures œuvres » En 1897, elle appartenait à la collection d'A. Sanderson à Édimbourg. Elle intégra le musée de Budapest en 1908 après une vente aux enchères chez Christie's à Londres la même année.
La radiographie a révélé un repentir sur le pouce levé du jeune homme de droite ce qui indique la méticulosité du peintre. D'autre part, la tête de ce convive est une copie de Tête d'un homme jeune de profil du Musée de l'Ermitage, bien que ça n'en soit pas une réplique fidèle : la lèvre inférieure plus épaisse et tombante, est ici contre le personnage. La vieille personne assise de face est la même qui apparaît dans Le Déjeuner du musée de l'Ermitage, une version antérieure sur le même sujet, avec laquelle la toile de Budapest garde une étroite relation.

## État de conservation et doutes sur la paternité
La toile présente de fortes abrasions et repeints, principalement sur la figure du vieillard, les mains de la jeune fille, la partie la plus faible de la toile, avec un traitement très simplifié et une évidente baisse de la qualité. Éva Nyerges, conservatrice de la collection d'art espagnol du musée de Budapest, sans discuter la paternité de Vélasquez de la toile originale, explique ces repeints comme conséquence des dégâts de la toile, au point qu'« aujourd'hui il reste peu de surfaces qui peuvent être considérées comme intactes »
Manuela Mena affirme d'autre part que le dernier nettoyage « a révélé une technique lisse et sèche, comme pour une copie, qui était cachée sous les vernis jaunes » supposant que la toile soit une copie par un autre peintre de la toile de l'Ermitage ou d'une toile perdue Dans tous les cas, d'après López-Rey, le mauvais état de conservation  suggère de laisser la question de la paternité de l'œuvre en suspens.

## Description
La toile appartient au genre des natures mortes, que, selon Francisco Pacheco, peignait Vélasquez pour obtenir « la véritable imitation du naturel » Pour Jonathan Brown, qui ne considère la paternité de Vélasquez que comme « probable » elle s'inscrit dans le genre de la « pitture ridicole » venue des Pays-Bas et du nord de l'Italie bien que Velázquez, au contraire de ses copistes, n'insiste pas sur le caractère ridicule des protagonistes. À la différence du Déjeuner de l'Ermitage, qui doit être considéré comme le premier de cette série et de diverses copies, le plus jeune des enfants qui trinque au centre de la composition a été substitué ici par une jeune fille blonde qui remplit un verre de vin. De ce personnage, seule la tête a conservé sa qualité originale. L'homme assis à droite, sans doute le meilleur du tableau, est légèrement différent de celui de la version de l'Ermitage par la position de sa tête, qui maintenant ne se dirige pas vers le spectateur, cherchant sa complicité, mais vers le vieillard situé en face. Il répète ici, comme dans la copie de  lord Moyne à Andover, l'étude de la tête de profil de l'Ermitage. On note également des variations dans les objets, qui sont tous repeints- ils sont situés sur la table, couverte d'une nappe blanche aux reflets bleutés. L’introduction d'une salière métallique finement travaillée est particulièrement notable, ainsi que le verre de cristal vénitien dans lequel la bergère sert le vin, et qui indiquent une certaine qualité des personnages peints, plus proches d'hidalgos que d'humbles paysans